# Meliboeus adlbaueri
Meliboeus adlbaueri es una especie de escarabajo barrenador metálico del género Meliboeus, familia Buprestidae, orden Coleoptera.

## Descripción
Una parte del pronoto de Meliboeus adlbaueri está perforado.

## Taxonomía
Fue descrita por Niehuis en 1998.